# 热河 (萨尔特河支流)
热河（法語：Gée，法語發音：[ʒe] ⓘ）是法国卢瓦尔河地区大区萨尔特省的河流，是萨尔特河的右支流，长31.1千米，发源自讷维昂香槟，于萨尔特河畔费尔塞和萨尔特河畔努瓦延之间流入萨尔特河。